# Lastovce
Lastovce – wieś (obec) na Słowacji położona w kraju koszyckim, w powiecie Trebišov. Pierwsze wzmianki o miejscowości pochodzą z 1266 roku. 
Według danych z dnia 31 grudnia 2012 roku, wieś zamieszkiwały 1124 osoby, w tym 555 kobiet i 569 mężczyzn.
W 2001 roku rozkład populacji względem narodowości i przynależności etnicznej wyglądał następująco:
- Słowacy – 60,51%
- Czesi – 0,29%
- Romowie – 37,72%
- Ukraińcy – 0,1%
- Węgrzy – 0,49%

Ze względu na wyznawaną religię struktura mieszkańców kształtowała się w 2001 roku następująco:
- Katolicy rzymscy – 71,41%
- Grekokatolicy – 20,53%
- Ewangelicy – 0,1%
- Prawosławni – 0,29%
- Ateiści – 1,96%
- Nie podano – 1,18%